# Ercole Gonzaga
Luigi Ercole Gonzaga (Mantova, 23 novembre 1505 – Trento, 2 marzo 1563) è stato un cardinale della Chiesa cattolica nominato da papa Clemente VII nonché reggente del Ducato di Mantova dal 1540 al 1559.

## Biografia

### Infanzia
Luigi Ercole Gonzaga nacque a Mantova il 23 novembre 1505, sesto figlio di otto del marchese Francesco II Gonzaga e di sua moglie Isabella d'Este. Fu indirizzato alla carriera ecclesiastica dalla madre e già nel 1520 ebbe l'incarico di coadiutore della diocesi di Mantova, cedutagli dallo zio cardinale Sigismondo Gonzaga.

### Giovinezza ed educazione
Intraprese i propri studi presso l'Università di Bologna nel 1521 ove apprese filosofia e letteratura con Pietro Pomponazzi. 
Durante questo suo soggiorno bolognese, condusse vita essenzialmente laica ed ebbe anche cinque figli naturali:
- Anna, poi monaca insieme a Ippolita, sorella del padre, nel monastero di San Vincenzo
- Eleonora
- Camillo
- Elisabetta (o Isabella, che sposò Carlo Maffei, figlio di Nicola Maffei)
- Giulio Cesare (1557-?), avuto dalla nobile mantovana Isabella Petrozzani e per il quale la madre si batté per il riconoscimento.[1]

### Carriera ecclesiastica
Eletto vescovo di Mantova nel 1521, venne costituito dapprima amministratore sino al raggiungimento dell'età canonica dei 27 anni propria per i vescovi effettivi, pur non ricevendo poi la consacrazione episcopale sino al 1561 e mantenendo il governo su questa sede sino alla propria morte. I disastri della Lega di Cognac imposero a papa Clemente VII la necessità di raccogliere denaro per l'adeguata difesa di Roma in caso di invasione e pertanto il 3 maggio 1527 il papa offrì in vendita cinque cappelli cardinalizi, ciascuno dei quali al prezzo di 40 ducati d'oro. Isabella d'Este, che all'epoca si trovava a Roma, decise di acquistare uno di questi titoli per il figlio ed il contratto venne siglato a Palazzo Colonna. Oltre a questo ella si garantì che l'imposizione della berretta cardinalizia fosse concessa al marchese Federico I. Fino alla nomina del cardinale Ippolito de' Medici è stato il porporato italiano più giovane. La cerimonia ufficiale di investitura per Ercole ebbe luogo nel Castello di Governolo. Malgrado la questione della vendita, era necessario per un cardinale l'approvazione da parte della Santa Sede e fu quindi dopo la signatura del contratto che il 5 maggio 1527 Clemente VII concesse ad Ercole la diaconia di Santa Maria Nuova.
Divenuto amministratore della sede episcopale di Sovana dal 5 luglio 1529 sino al 17 aprile 1532, divenne Governatore di Tivoli dal 1530 al 1535. La sua importanza sul piano internazionale crebbe a dismisura quando divenne dapprima protettore del regno di Castiglia e León e poi dell'intero Regno di Spagna. Nel 1532 divenne legato presso l'imperatore Carlo V. Nel 1534 prese parte al conclave che elesse papa Paolo III e nel 1535 diede alle stampe un nuovo catechismo da lui ideato per l'educazione pubblica.

### Reggenza
Dal 1540 fu reggente in nome del nipote Francesco III Gonzaga dopo la morte del duca Federico ed anche in questo caso si distinse per essere un ottimo amministratore: egli riuscì ad arricchire le finanze del ducato riducendo lo staff impiegato da 800 a 350 persone. Nel 1543 iniziò la sua lotta contro la dottrina luterana che aveva fatto breccia in alcune zone dello stato gonzaghesco, come Castel Goffredo, Viadana e Gonzaga. Commissionò in quegli anni a Giulio Romano il restauro di un'ala del Palazzo vescovile e nel 1545 il restauro completo del Duomo di Mantova.
In campo ecclesiastico divenne amministratore della sede episcopale di Tarazona, in Spagna, dal 26 giugno 1537 sino al 3 dicembre 1546. Assieme alla cognata Margherita Paleologa, fu reggente del Ducato di Mantova durante la minore età dei suoi nipoti Francesco III e Guglielmo I tra il 1540 ed il 1559. Nel 1559 passò il potere dello stato al duca Guglielmo Gonzaga, dedicandosi esclusivamente alla attività pastorale.

### Ultimi anni
Prese parte quindi al conclave del 1549-1550 che elesse papa Giulio III e nuovamente a quello del 1555 che elesse Marcello II. Nel conclave del 25 dicembre 1559 per solo cinque voti Ercole Gonzaga non divenne papa (Venne eletto Pio IV). Nel frattempo, nel 1556, era stato ordinato sacerdote ed aveva optato per l'ordine dei cardinali presbiteri e la sua diaconia era stata elevata pro illa vice a tale titolo dal 6 luglio 1556. Dal 4 settembre 1560 venne eletto legato in Campagna e Marittima per due anni, ma diede le dimissioni da tale legazione il 9 maggio 1561, preferendo la nomina a legato al Concilio di Trento. Necessitandogli la qualifica di vescovo per poter partecipare alle sessioni del concilio, l'8 giugno 1561 ricevette la consacrazione episcopale nella cattedrale di San Vigilio a Trento per mano del cardinale Girolamo Seripando, arcivescovo di Salerno, assistito da Giovanni Tommaso San Felice, vescovo di Cava, e da Angelo Massarelli, vescovo di Telese.

### Morte
Il cardinale Ercole Gonzaga morì a Trento, dove stava presiedendo il concilio, nella notte del 2 marzo 1563 all'età di 57 anni e fu sepolto nella Cattedrale di San Pietro a Mantova, accanto al fratello Ferrante. La causa della sua morte fu una febbre contratta proprio in città che lo trascinò alla morte, assistito spiritualmente dal gesuita padre Diego Laínez, secondo superiore generale della Compagnia di Gesù. Secondo il suo testamento, il cardinale Ercole lasciò un legato di 30.000 scudi al Monte di Pietà per un contributo annuo di 300 scudi alla scuola dei gesuiti da istituirsi a Mantova. Durante l'epoca napoleonica il suo sepolcro nel duomo di Mantova venne violato dai soldati francesi che vi cercavano all'interno dell'oro.
Fu un buon politico e un generoso protettore di artisti e letterati. Si distinse per essere stato collezionista di preziosi arazzi e di libri antichi.

## Ascendenza
|                       |                    |                                  | Genitori                            |  |  | Nonni |  |  | Bisnonni             |  |  | Trisnonni             |  |
|                       |                    |                                  |                                     |  |  |       |  |  | Ludovico III Gonzaga |  |  | Gianfrancesco Gonzaga |  |
|                       |                    |                                  |                                     |  |  |       |  |  | Ludovico III Gonzaga |  |  | Gianfrancesco Gonzaga |  |
|                       |                    | Paola Malatesta                  |                                     |  |  |       |  |  | Ludovico III Gonzaga |  |  |                       |  |
| Federico I Gonzaga    |                    |                                  |                                     |  |  |       |  |  | Ludovico III Gonzaga |  |  |                       |  |
|                       |                    | Barbara di Brandeburgo           | Giovanni l'Alchimista               |  |  |       |  |  |                      |  |  |                       |  |
|                       |                    | Barbara di Brandeburgo           | Giovanni l'Alchimista               |  |  |       |  |  |                      |  |  |                       |  |
|                       |                    | Barbara di Brandeburgo           | Barbara di Sassonia-Wittenberg      |  |  |       |  |  |                      |  |  |                       |  |
| Francesco II Gonzaga  |                    | Barbara di Brandeburgo           |                                     |  |  |       |  |  |                      |  |  |                       |  |
|                       |                    | Alberto III di Baviera           | Ernesto di Baviera-Monaco           |  |  |       |  |  |                      |  |  |                       |  |
|                       |                    | Alberto III di Baviera           | Ernesto di Baviera-Monaco           |  |  |       |  |  |                      |  |  |                       |  |
|                       |                    | Alberto III di Baviera           | Elisabetta Visconti                 |  |  |       |  |  |                      |  |  |                       |  |
| Margherita di Baviera |                    | Alberto III di Baviera           |                                     |  |  |       |  |  |                      |  |  |                       |  |
|                       |                    | Anna di Braunschweig-Grubenhagen | Erich I di Braunschweig-Grubenhagen |  |  |       |  |  |                      |  |  |                       |  |
|                       |                    | Anna di Braunschweig-Grubenhagen | Erich I di Braunschweig-Grubenhagen |  |  |       |  |  |                      |  |  |                       |  |
|                       |                    | Anna di Braunschweig-Grubenhagen | Elisabetta di Brunswick-Göttingen   |  |  |       |  |  |                      |  |  |                       |  |
| Ercole Gonzaga        |                    | Anna di Braunschweig-Grubenhagen |                                     |  |  |       |  |  |                      |  |  |                       |  |
|                       | Niccolò III d'Este | Alberto V d'Este                 |                                     |  |  |       |  |  |                      |  |  |                       |  |
|                       | Niccolò III d'Este | Alberto V d'Este                 |                                     |  |  |       |  |  |                      |  |  |                       |  |
|                       | Niccolò III d'Este | Isotta Albaresani                |                                     |  |  |       |  |  |                      |  |  |                       |  |
| Ercole I d'Este       | Niccolò III d'Este |                                  |                                     |  |  |       |  |  |                      |  |  |                       |  |
|                       |                    | Ricciarda di Saluzzo             | Tommaso III di Saluzzo              |  |  |       |  |  |                      |  |  |                       |  |
|                       |                    | Ricciarda di Saluzzo             | Tommaso III di Saluzzo              |  |  |       |  |  |                      |  |  |                       |  |
|                       |                    | Ricciarda di Saluzzo             | Marguerite de Pierrepont            |  |  |       |  |  |                      |  |  |                       |  |
| Isabella d'Este       |                    | Ricciarda di Saluzzo             |                                     |  |  |       |  |  |                      |  |  |                       |  |
|                       |                    | Ferdinando I di Napoli           | Alfonso V d'Aragona                 |  |  |       |  |  |                      |  |  |                       |  |
|                       |                    | Ferdinando I di Napoli           | Alfonso V d'Aragona                 |  |  |       |  |  |                      |  |  |                       |  |
|                       |                    | Ferdinando I di Napoli           | Gueraldona Carlino                  |  |  |       |  |  |                      |  |  |                       |  |
| Eleonora d'Aragona    |                    | Ferdinando I di Napoli           |                                     |  |  |       |  |  |                      |  |  |                       |  |
|                       |                    | Isabella di Chiaromonte          | Tristano di Chiaromonte             |  |  |       |  |  |                      |  |  |                       |  |
|                       |                    | Isabella di Chiaromonte          | Tristano di Chiaromonte             |  |  |       |  |  |                      |  |  |                       |  |
|                       |                    | Isabella di Chiaromonte          | Caterina di Taranto                 |  |  |       |  |  |                      |  |  |                       |  |
|                       |                    | Isabella di Chiaromonte          |                                     |  |  |       |  |  |                      |  |  |                       |  |

## Stemma
| Immagine | Blasonatura |
| -------- | --- |
| \| \|    | Ercole Gonzaga Cardinale D'argento, alla croce patente di rosso accantonata da quattro aquile di nero dal volo abbassato; sul tutto, inquartato: nel primo e nel quarto di rosso al leone dalla coda doppia d'argento, armato e lampassato d'oro, coronato e collarinato dello stesso; nel secondo e nel terzo fasciato d'oro e di nero (Gonzaga di Mantova). Lo scudo, accollato a una croce astile patriarcale d'oro, posta in palo, è timbrato da un cappello con cordoni e nappe di rosso. Le nappe, in numero di trenta, sono disposte quindici per parte, in cinque ordini di 1, 2, 3, 4, 5. Motto: SIC REPUGNANT |

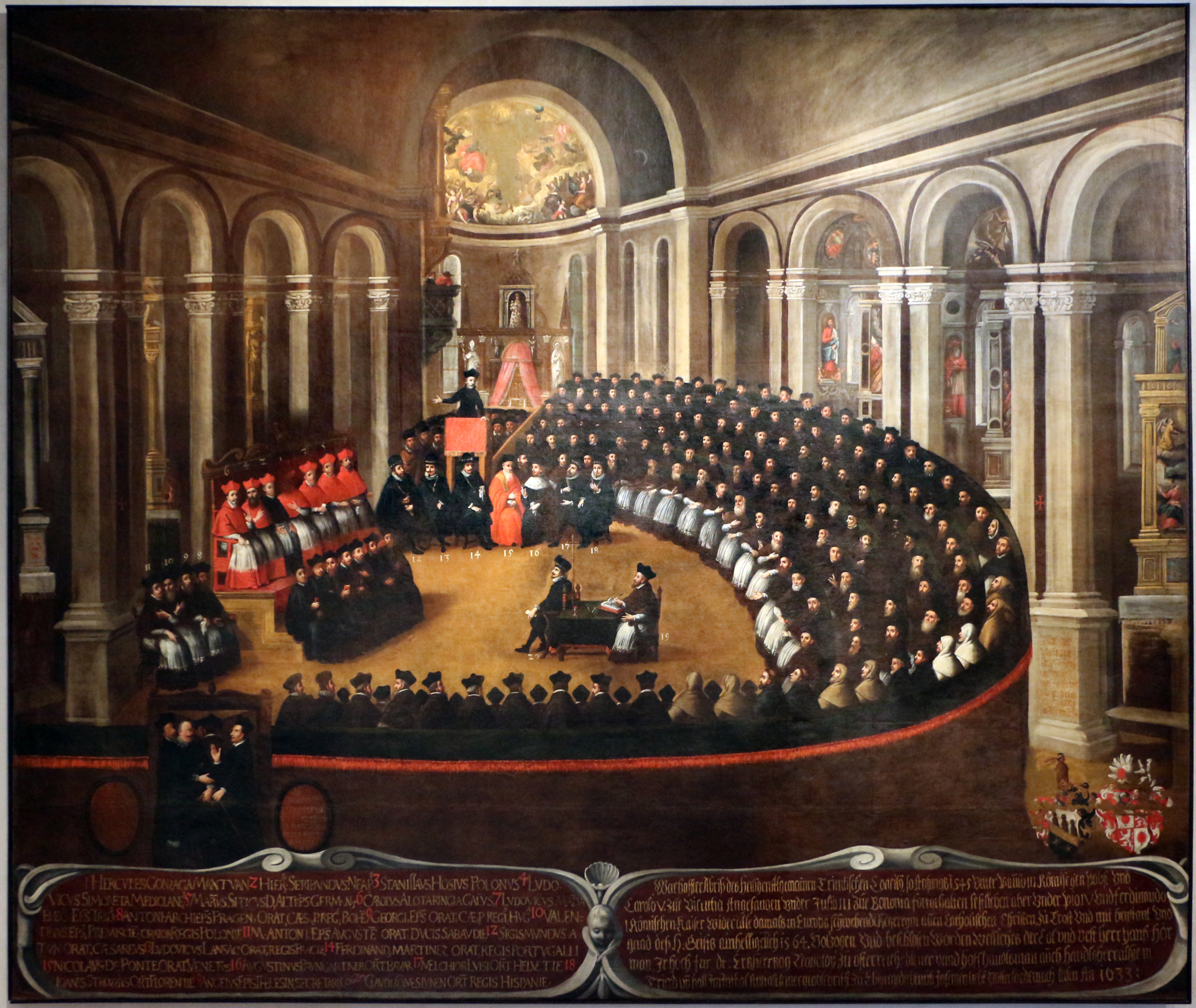
Il Cardinale Ercole Gonzaga presiede la seduta del Concilio di Trento in Santa Maria Maggiore di Elia Naurizio.

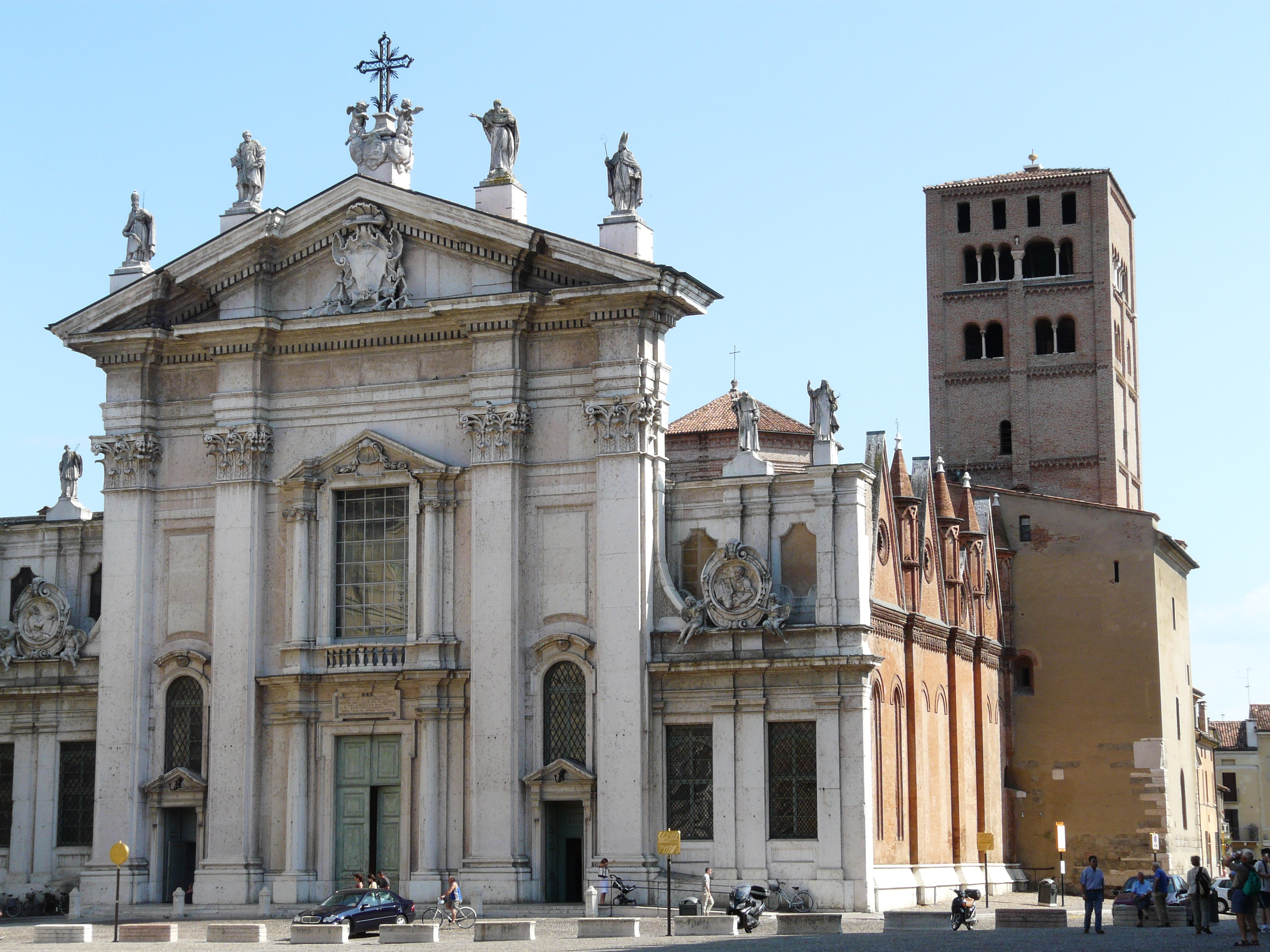
Duomo di Mantova.

|          | |

## Genealogia episcopale
La genealogia episcopale è:
- Cardinale Guillaume d'Estouteville, O.S.B.Clun.
- Papa Sisto IV
- Papa Giulio II
- Cardinale Raffaele Sansone Riario
- Papa Leone X
- Papa Clemente VII
- Cardinale Antonio Sanseverino, O.S.Io.Hieros.
- Cardinale Giovanni Michele Saraceni
- Cardinale Girolamo Seripando, O.E.S.A.
- Cardinale Ercole Gonzaga